# Movimiento Nacional del Pueblo
Movimiento Nacional del Pueblo (MONAP) fue un partido político chileno, de los varios que se organizaron en torno a la figura del general Carlos Ibáñez del Campo, quien no participó como militante de ninguno de ellos durante la campaña electoral presidencial de 1952, logrando llegar al gobierno. Fue fundado en ese mismo año por Ramón Álvarez Goldsack.

## Historia
Este movimiento fue fundado y dirigido por Ramón Álvarez Goldsack y pretendió agrupar en un partido político a todos los elementos independientes que apoyaban a Ibáñez del Campo, en lo que no tuvo éxito, ya que su número de militantes fue reducido. Fue inscrito el 28 de noviembre de 1952, y su primera directiva estuvo compuesta por Ramón Álvarez Goldsack (presidente), Carlos Arriagada Hurtado (vicepresidente) y Bolívar Rodríguez Carrasco (secretario general).
Prontamente el movimiento logró el respaldo y la adhesión de unas cuarenta agrupaciones. En las elecciones parlamentarias de 1953, en las que se dio la consigna de campaña «Un parlamento para Ibáñez», el MONAP obtuvo 19.238 votos, igual al 3,7% del total, logrando solo un diputado, Humberto Pinto Díaz, elegido como representante del primer distrito de la Séptima Agrupación Departamental de Santiago, quien antes de la elección legislativa siguiente (1957) dejó el movimiento para integrarse a la Falange Nacional (FN).
En 1956 integró por breve tiempo la combinación política denominada Federación Nacional Popular (FENAPO). Tras el gobierno de Ibáñez del Campo, y luego de entregar su apoyo a la candidatura presidencial de Jorge Alessandri Rodríguez en la Alianza de Partidos y Fuerzas Populares para la elección presidencial de 1958, el MONAP se extinguió. En 1960 se presentó a las elecciones de regidores bajo la denominación de «Partido del Pueblo», escogiendo dos regidores en Talagante: Octavio Leiva Opazo y Alberto Butti Montenegro.

## Principios programáticos
Su fundador dirigió un manifiesto a la ciudadanía el 10 de octubre de 1952 donde se refirió a la doctrina que apoyó el triunfo de Carlos Ibáñez del Campo, quien a su juicio debía y necesitaba:

"Tener una expresión ciudadana en un movimiento organizado, que persiga su realización dentro del período, (...), y que continúe con su trayectoria en el amplio futuro de nuestra nacionalidad... (...) ... "No pretendemos ni remotamente la fundación de un movimiento personalista", (...), "para conglomerar y dar forma orgánica a todas las fuerzas extrapartidarias que colaboraron con el triunfo..."

El 23 de octubre de 1952, en una ceremonia pública se inauguró el local del partido, con el nombre de la «Casa del Comando Nacional», ocasión en la cual el presidente se dirigió a los presentes, señalando los puntos programáticos centrales de la colectividad, expresando:

"El Movimiento Nacional del Pueblo es una agrupación ciudadana organizada como entidad política que persigue interpretar aspiraciones y necesidades de la época, para promover en el campo de las realidades nacionales, las soluciones adecuadas dentro de las orientaciones cardinales siguientes".

Entre los puntos centrales de su programa se destacó la idea de que el individuo debe desenvolver sus actividades con la amplitud necesaria para asegurar el progreso de la sociedad. Además propugnaban la idea de que el Estado debía atender y velar por el desarrollo y perfeccionamiento de la personalidad del hombre, que la civilización debía extenderse a todas las clases sociales, además proponían la superación del sistema democrático y el repudio a los imperialismos. La declaración de principios terminaba diciendo:

El Movimiento Nacional del Pueblo, de acuerdo con su declaración de principios, se constituye en la vanguardia del pueblo, en su lucha por el progreso, el bienestar y seguridad nacional".

## Resultados electorales

### Elecciones parlamentarias
|  | 2,41 % |

|  | 0,30 % |

### Elecciones municipales
|  | 1,27 % |

|  | 0,14 % |